# WASP-2 b
WASP-2 b – planeta pozasłoneczna orbitująca wokół gwiazdy WASP-2. Znajduje się w gwiazdozbiorze Delfina, około 470 lat świetlnych od Ziemi. Została odkryta metodą tranzytu w 2006 roku.
Pod względem masy i promienia WASP-2 b przypomina Jowisza. Tak jak największa planeta Układu Słonecznego, WASP-2 b jest gazowym olbrzymem. Masa planety wynosi 0,847 masy Jowisza, a promień 1,079 promienia Jowisza. WASP-2 b, tak jak większość odkrytych gazowych olbrzymów, krąży bardzo blisko swojej gwiazdy, przez co jest zaliczany do gorących jowiszy. Odległość obiektu od gwiazdy wynosi zaledwie 0,03138 j.a., przez co WASP-2 b okrąża swą gwiazdę w ciągu 2,15 dnia.